# سونی اریکسون پی۱
سونی اریکسون پی۱(به انگلیسی: Sony Ericsson P1) یکی از مدل‌های تلفن همراه است که توسط شرکت سونی اریکسون تولید شده است.